# Alisa Palmer
Alisa Palmer (* 26. Mai 1963 in Mannheim) ist eine deutsche Schauspielerin und Synchronsprecherin.

## Leben
Alisa Palmer absolvierte ihre Schauspielausbildung bei Wayne Geissen in München und Seattle, bei Karl Neusideler in München sowie bei Eduard Bricker und Maria Eigler-Fendt in Mannheim.
Sie spielte unter anderem Rollen in Fernsehproduktionen SOKO 5113, Der Alte und Dr. Stefan Frank und in Spielfilmen wie Der Supersingle. Daneben lieh sie als Synchronsprecherin ihre Stimme u. a. Salma Hayek (Wild Wild West und Fools Rush In) und Penélope Cruz. In der Animationsserie Phineas und Ferb sprach sie von 2007 bis 2015 die Rolle der Linda Flynn-Fletcher. Außerdem komponierte sie die Musik zum Fernsehmehrteiler Tiefer Süden. Von 2000 bis 2020 lieh sie ihre Stimme außerdem dem ELA-System der Deutschen Bahn und hat für automatisierte Bahnsteigansagen über 23.000 Sprachbausteine aufgenommen.
Ihre Tochter Julia Palmer-Stoll (1984–2005) war ebenfalls als Schauspielerin tätig.

## Synchronrollen (Auswahl)
Salma Hayek
- 1997: Fools Rush In – Herz über Kopf als Isabel Fuentes Whitman
- 1998: Faculty – Trau keinem Lehrer als Schwester Rosa Harper
- 1998: Schrille Nächte in New York als Mary Carmen
- 1999: Wild Wild West als Rita Escobar
- 2001: Die Zeit der Schmetterlinge als Minerva
- 2006: Ask the Dust als Camilla Lopez

Penélope Cruz
- 1998: Lieber gestern als nie … als Louise
- 2004: Noel – Engel in Manhattan als Nina Vasquez

### Filme
- 1989: Für Keiko Toda in Kikis kleiner Lieferservice als Osono
- 2001: Für Jacqueline Obradors in Atlantis – Das Geheimnis der verlorenen Stadt als Anna
- 2002: Für Aki Maeda in Das Königreich der Katzen als Yuki
- 2011: Für Caroline Rhea in Phineas und Ferb – Der Film: Quer durch die 2. Dimension als Linda Flynn–Fletcher
- 2021: Für Zlata Adamovská in Als ein Stern vom Himmel fiel als Königin

### Serien
- 2001–2004: Für Sandra Vidal in Reich und Schön als Sofia Alonso
- 2019: Für Blair Beeken in Dead to Me als Wendy
- seit 2019: Für Maria Fernandez Ache in The Mallorca Files als Inés Villegas